# St. Thomas University (Fredericton)

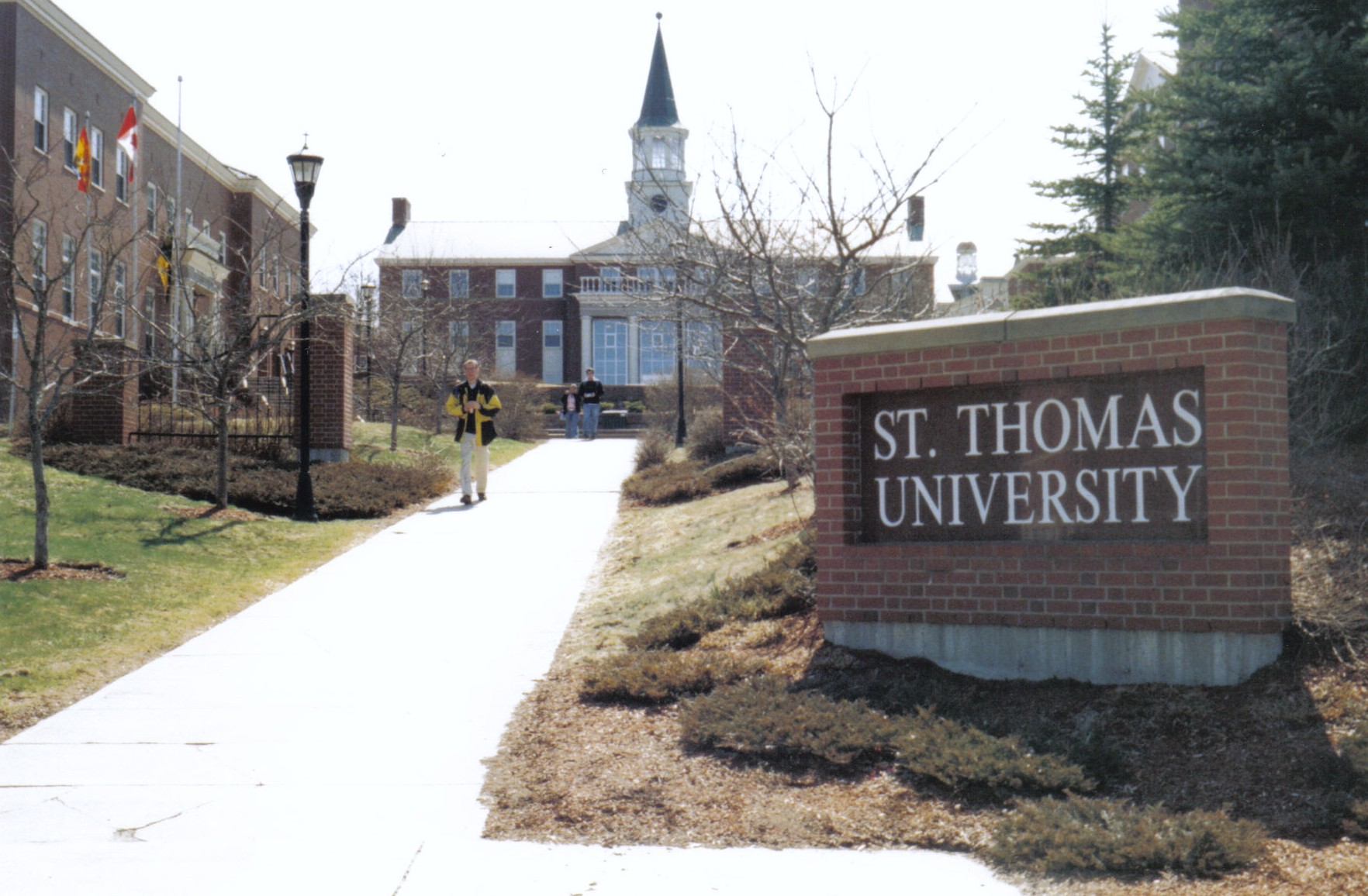
St. Thomas University (Fredericton)

Die St. Thomas University (Abkürzung STU) ist eine katholische Universität in Fredericton, New Brunswick, Kanada.
Die Hochschule arbeitet eng mit der University of New Brunswick zusammen. Sie wurde 1910 gegründet. Circa 2000 Studenten werden vornehmlich in Sozial- und Geisteswissenschaften (Psychologie, English, Politikwissenschaften und Freie Künste sowie Kommunikation und Public Policy, Kriminologie, Gerontologie, Menschenrechte und Journalismus) ausgebildet.